# Cantón de Saint-Mandrier-sur-Mer
El cantón de Saint-Mandrier-sur-Mer era una división administrativa francesa, que estaba situada en el departamento de Var y la región de Provenza-Alpes-Costa Azul.

## Composición
El cantón estaba formado por una fracción de comuna, más la comuna que le daba su nombre:
- La Seyne-sur-Mer (fracción)
- Saint-Mandrier-sur-Mer

## Supresión del cantón de Saint-Mandrier-sur-Mer
En aplicación del Decreto nº 2014-270 de 27 de febrero de 2014, el cantón de Saint-Mandrier-sur-Mer fue suprimido el 22 de marzo de 2015 y sus 2 comunas pasaron a formar parte; una del nuevo cantón de La Seyne-sur-Mer-2 y la fracción de comuna se unió con la otra fracción para que, por medio de una reestructuración cantonal, fueran creados los nuevos cantones de La Seyne-sur-Mer-1 y La Seyne-sur-Mer-2.